# Tasa Google
Se conoce como «tasa Google» a dos impuestos diferentes. El primero fue el  canon AEDE (por el acrónimo de la Asociación de Editores de Diarios Españoles), el cual se refiere a una de las dos partes más polémicas de la reforma de la Ley de Propiedad Intelectual española introducida en 2014, junto con el refuerzo de la llamada ley Sinde. Se trata del pago de un canon, implantado ya en algunos países europeos, por enlazar contenido protegido por derechos de propiedad intelectual.
El segundo impuesto en recibir el nombre de «tasa Google», también conocida como «tasa digital» o «IDSD» (Impuesto sobre Determinados Servicios Digitales), es un impuesto contra la elusión fiscal planteado por la Comisión Europea para gravar ciertos ingresos de las multinacionales de la economía digital, como Google, Amazon, Facebook o Apple (de ahí que también se le llame tasa «GAFA»). En España el gobierno presentó la adopción de dicho impuesto en un anteproyecto de ley en octubre de 2018 bajo el nombre de Impuesto sobre Determinados Servicios Digitales, y está destinado a empresas que alcanzan una cifra de negocios superior a los 750 millones de euros a nivel mundial y por encima de tres millones de euros en España.

## Implantación en distintos países

### España

#### Canon AEDE
En mayo de 2014, la Comisión Nacional de los Mercados y la Competencia (CNMC) cuestionó la tasa (el canon AEDE), llegando incluso a sugerir su supresión o, al menos, que se limitara de manera notable y que se eliminara su carácter irrenunciable.
En diciembre de 2014, Google España anunció que el sitio web Google News en España sería el primero en cerrar –a partir del día 16 de dicho mes– en respuesta a la recién aprobada reforma de la Ley de Propiedad Intelectual, aprobada solo con los votos de la mayoría absoluta del Partido Popular, en el gobierno, y que entraría en vigor el 1 de enero de 2015. A raíz de la declaración de Google España, el ministro de Educación, José Ignacio Wert, afirmó que Google se había adelantado en su decisión porque la cuantía de la compensación económica recogida en la ley, quedaba todavía por negociarse y que había aspectos «pendientes de desarrollo reglamentario».

#### Tasa digital
En cuanto a la «tasa digital», en octubre de 2018 el Gobierno de España aprobó el anteproyecto de Ley del nuevo Impuesto sobre Determinados Servicios Digitales, convirtiéndose en el primer país en aplicar está figura impositiva que la Comisión Europea está estudiando implantar en todo la UE. Este tributo está orientado a gravar el 3 % de los servicios de publicidad en línea, servicios de intermediación en línea y la venta de datos generados a partir de información proporcionada por el usuario. Enmarcado en la lucha contra la elusión fiscal, el objetivo declarado de este impuesto es que estas empresas multinacionales de la nueva economía paguen los impuestos allá donde generen la actividad y no donde tengan una tributación más baja.
En el primer trimestre de 2021, Amazon y Google anunciaron que empezarían en breve a aplicar en España y en Francia un recargo del 3% (Amazon) y el 2% (Google) a todos sus clientes como consecuencia de la aprobación del impuesto en esos países.

### Reino Unido
En el Reino Unido, la tasa Google se refiere al nuevo Diverted Profits Tax (Impuesto sobre Beneficios Desviados), que se basa en el planteamiento de que el volumen de ventas que una empresa multinacional tiene en un país en concreto debe reflejarse en los impuestos que dicha empresa paga en ese país, en contraposición con la situación habitual, en la que estas empresas pagan los impuestos correspondientes al país en el que tengan su domicilio social, una circunstancia que les puede llevar a elegir países que les ofrecen condiciones fiscales más favorables.

### Francia
En julio de 2019, el gobierno francés aprobó un "impuesto sobre los servicios digitales" (también conocido en francés como "taxe GAFA", por las siglas de Google, Amazon, Facebook y Apple), similar a la "tasa digital" planteada por la Comisión Europea. El gobierno de EE. UU., bajo la administración Trump, criticó la medida y anunció como represalia la aplicación de aranceles a los productos franceses. Finalmente el gobierno francés decidió dejar en suspenso la aplicación del impuesto a la espera de una solución coordinada en el marco de la OCDE.

### OCDE
En junio de 2021, tras años de negociaciones intensas, la Organización para la Cooperación y el Desarrollo Económicos (OCDE) anunció un acuerdo con 130 países y jurisdicciones para establecer un impuesto mínimo global sobre sociedades de “al menos el 15%” sobre los beneficios de las mayores empresas del mundo. Entre los objetivos señalados para esta nueva fiscalidad está el que las grandes empresas, incluidas las grandes plataformas digitales, paguen impuestos allí donde operan y generan beneficios. Calificado como un "impuesto mínimo global", se espera su puesta en marcha para 2023.